# Parotet
|  | Per a altres significats, vegeu «odonat». |

El Parotet és un monument molt conegut de la ciutat de València, situat a la rotonda d'Europa, a l'est de la ciutat, a la vora de la Ciutat de les Arts i les Ciències i la Torre de França.
Fon dissenyat per l'arquitecte valencià Miquel Navarro i erigit l'any 2003. És un regal a la ciutat de València de la Fundació Caixa d'Estalvis i Mont de Pietat de València, que commemora la creació de l'Obra Social. Rep el nom per la denominació comuna d'este insecte a València.
Té una alçada de 46 metres.